# Hoy día
Hoy Día (estilizado como hoyDía) (anteriormente ¡Levántate! y Un nuevo día) es un programa matutino estadounidense de variedades en español producida por Telemundo Studios y transmitido por Telemundo. El programa se transmite desde Telemundo Center en Miami. Su transmisión va dirigida a todo público, con temas de interés personal, las secciones toman como centro el entretenimiento, horóscopos, el resumen de las telenovelas, telerrealidad, cocina, belleza, sexualidad, reflexiones, consejos, juegos, humor, deportes, noticias, espectáculos y música. 
Compite directamente con el programa Despierta América de Univisión.

## Historia
El show debutó en los estudios de Telemundo en San Juan, Puerto Rico, el cual se emitía en SD 4:3. El 9 de noviembre de 2010 se anunció que el show se mudaría a Miami a inicios de 2011 donde transmitiría en HD. El 9 de septiembre de 2013 se estrena una nueva temporada en donde se integran 2 nuevos conductores.
Rashel Díaz es la única presentadora femenina original del debut del programa el 25 de agosto de 2008. hasta el presente. Alan Tacher fue el único presentador masculino original desde el debut del programa hasta el 13 de agosto de 2010. Daniel Sarcos se unió a Díaz como coanfitriones cuando el programa se mudó a Miami en 2011. La actriz puertorriqueña Adamari López se unió al programa en el verano de 2012. El 8 de agosto de 2013, Diego Schoening se unió al programa. La personalidad de la televisión mexicana Ana Maria Canseco se unió al elenco el lunes 9 de septiembre de 2013. Se despide del show, el 12 de abril de 2018, después de 5 años de formar parte del elenco.
En enero de 2021, Telemundo anunció que reemplazaría su programa matutino existente Un Nuevo Día (que había seguido enfrentando la competencia de Despierta América, dominante de Univision) con un nuevo programa, Hoy Día, a partir del 15 de febrero de 2021.
El nuevo programa sería conducido por la ex presentadora de Noticias Univision, Arantxa Loizaga, Nacho Lozano (procedente de Imagen Televisión en México) y la corresponsal de Noticias Telemundo, Nicole Suárez. La primera mitad del programa tiene un enfoque más fuerte en los titulares de noticias y la discusión, con segmentos meteorológicos proporcionados por el meteorólogo Carlos Robles (procedente de KTMD en Houston, Texas), mientras que la segunda mitad está más orientada hacia temas de estilo de vida y entretenimiento, que eran presentados por Adamari López y Stephanie Himonidis, quienes continuaron de Un Nuevo Día.
Loizaga afirmó que Hoy Día sería comparable, su equivalente en inglés en NBC, y explicó que el programa se enfocaría más en el contenido de noticias que en el entretenimiento. Citó los eventos en curso que impactaban a la comunidad latina (como la pandemia de COVID-19) como justificación de la necesidad de brindarles "todos los recursos que requieren para tomar las decisiones correctas para ellos y sus familias".

## Reparto
| Personalidad         | Años                 | Años                 | Años                 | Años                 | Años                 | Años                 | Años                 | Años                 | Años                 | Años                 | Años                 | Años                 | Años                 | Años                 | Años                 | Años                 |
| Personalidad         | 2008                 | 2009                 | 2010                 | 2011                 | 2012                 | 2013                 | 2014                 | 2015                 | 2016                 | 2017                 | 2018                 | 2019                 | 2020                 | 2021                 | 2022                 | 2023                 |
| Conductores actuales | Conductores actuales | Conductores actuales | Conductores actuales | Conductores actuales | Conductores actuales | Conductores actuales | Conductores actuales | Conductores actuales | Conductores actuales | Conductores actuales | Conductores actuales | Conductores actuales | Conductores actuales | Conductores actuales | Conductores actuales | Conductores actuales |
| -------------------- | -------------------- | -------------------- | -------------------- | -------------------- | -------------------- | -------------------- | -------------------- | -------------------- | -------------------- | -------------------- | -------------------- | -------------------- | -------------------- | -------------------- | -------------------- | -------------------- |
| Adamari López        |                      |                      |                      |                      |                      |                      |                      |                      |                      |                      |                      |                      |                      |                      |                      |                      |
| Nacho Lozano         |                      |                      |                      |                      |                      |                      |                      |                      |                      |                      |                      |                      |                      |                      |                      |                      |
| Chiky Bombom         |                      |                      |                      |                      |                      |                      |                      |                      |                      |                      |                      |                      |                      |                      |                      |                      |
| Nutricionista        |                      |                      |                      |                      |                      |                      |                      |                      |                      |                      |                      |                      |                      |                      |                      |                      |
| Dayana Perozo        |                      |                      |                      |                      |                      |                      |                      |                      |                      |                      |                      |                      |                      |                      |                      |                      |
| Exconductores        |                      |                      |                      |                      |                      |                      |                      |                      |                      |                      |                      |                      |                      |                      |                      |                      |
| Rashel Díaz          |                      |                      |                      |                      |                      |                      |                      |                      |                      |                      |                      |                      |                      |                      |                      |                      |
| Alan Tacher          |                      |                      |                      |                      |                      |                      |                      |                      |                      |                      |                      |                      |                      |                      |                      |                      |
| Erika Garza          |                      |                      |                      |                      |                      |                      |                      |                      |                      |                      |                      |                      |                      |                      |                      |                      |
| Azucena Cierco       |                      |                      |                      |                      |                      |                      |                      |                      |                      |                      |                      |                      |                      |                      |                      |                      |
| Omar Germenos        |                      |                      |                      |                      |                      |                      |                      |                      |                      |                      |                      |                      |                      |                      |                      |                      |
| Alessandra Villegas  |                      |                      |                      |                      |                      |                      |                      |                      |                      |                      |                      |                      |                      |                      |                      |                      |
| Daniel Sarcos        |                      |                      |                      |                      |                      |                      |                      |                      |                      |                      |                      |                      |                      |                      |                      |                      |
| Erika Csiszer        |                      |                      |                      |                      |                      |                      |                      |                      |                      |                      |                      |                      |                      |                      |                      |                      |
| Diego Schoening      |                      |                      |                      |                      |                      |                      |                      |                      |                      |                      |                      |                      |                      |                      |                      |                      |
| Ana María Canseco    |                      |                      |                      |                      |                      |                      |                      |                      |                      |                      |                      |                      |                      |                      |                      |                      |
| Zuleyka Rivera       |                      |                      |                      |                      |                      |                      |                      |                      |                      |                      |                      |                      |                      |                      |                      |                      |
| Héctor Sandarti      |                      |                      |                      |                      |                      |                      |                      |                      |                      |                      |                      |                      |                      |                      |                      |                      |
| Marco Antonio Regil  |                      |                      |                      |                      |                      |                      |                      |                      |                      |                      |                      |                      |                      |                      |                      |                      |
| Noticias             |                      |                      |                      |                      |                      |                      |                      |                      |                      |                      |                      |                      |                      |                      |                      |                      |
| Neida Sandoval       |                      |                      |                      |                      |                      |                      |                      |                      |                      |                      |                      |                      |                      |                      |                      |                      |
| Felicidad Aveleyra   |                      |                      |                      |                      |                      |                      |                      |                      |                      |                      |                      |                      |                      |                      |                      |                      |
| Paulina Sodi         |                      |                      |                      |                      |                      |                      |                      |                      |                      |                      |                      |                      |                      |                      |                      |                      |

## Premios y nominaciones
| Año  | Premio                                 | Categoría                          | Resultado | Ref    |
| ---- | -------------------------------------- | ---------------------------------- | --------- | ------ |
| 2014 | Premios Daytime Emmy                   | Mejor programa matutino en español | Ganador   | [ 5 ]  |
| 2014 | Estrellas del Año de People en Español | Mejor programa de entretenimiento  | Ganador   | [ 6 ]  |
| 2015 | Premios Daytime Emmy                   | Mejor programa matutino en español | Ganador   | [ 7 ]  |
| 2015 | Premios Tu Mundo                       | Programa favorito                  | Ganador   | [ 8 ]  |
| 2016 | Premios Daytime Emmy                   | Mejor programa matutino en español | Nominado  | [ 9 ]  |
| 2016 | Premios Tu Mundo                       | Programa favorito                  | Nominado  | [ 10 ] |
| 2017 | Premios Daytime Emmy                   | Mejor programa matutino en español | Ganador   | [ 11 ] |
| 2017 | Premios Tu Mundo                       | Programa favorito                  | Ganador   | [ 12 ] |
| 2018 | Premios Daytime Emmy                   | Mejor programa matutino en español | Nominado  | [ 13 ] |
| 2019 | Premios Daytime Emmy                   | Mejor programa matutino en español | Pendiente | [ 14 ] |

2023 Premio Café con los abuelos 3rd Annual Joy of life Awards